# Maćkowa Dziura
Maćkowa Dziura – jaskinia w Dolinie Małej Łąki w Tatrach Zachodnich. Ma dwa otwory wejściowe w zachodnim zboczu północnego ramienia Wielkiej Turni, na wysokości 1831 metrów n.p.m. Długość jaskini wynosi 9 metrów, a jej deniwelacja 6 metrów.

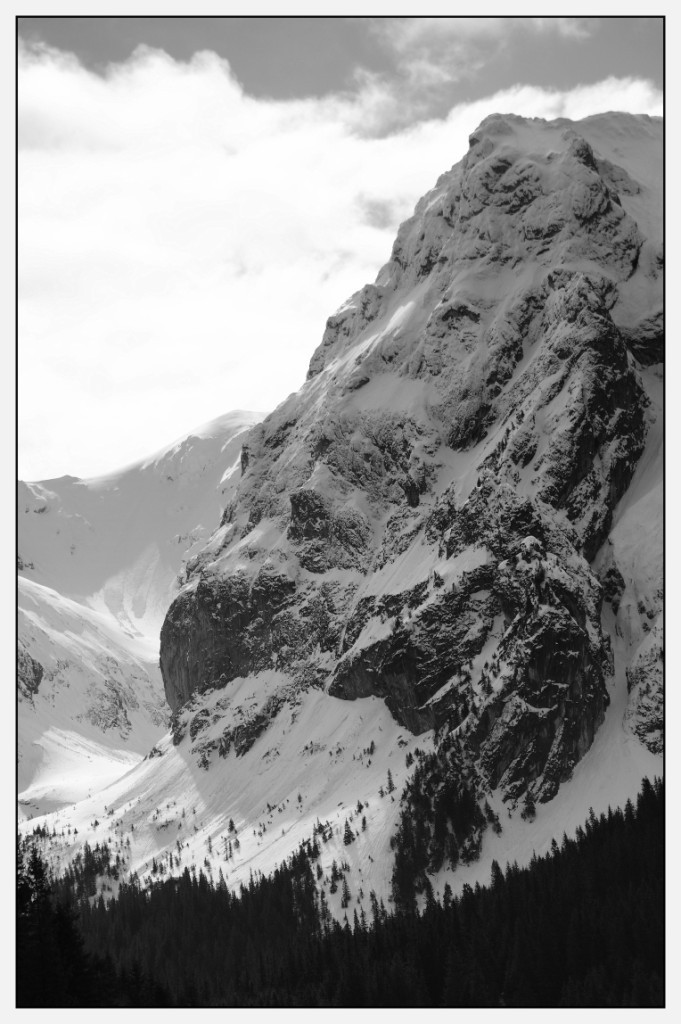
Północne zbocza Wielkiej Turni

## Opis jaskini
Główną częścią jaskini jest studnia, której górna część tworzy niewielką salkę. Do salki prowadzą dwa, położone obok siebie, otwory wejściowe. Jeden skierowany ku górze, drugi ku zachodowi. Dno studni jest pochyłe, zakończone zawaliskiem. Znajduje się w nim ciasna, kilkumetrowa, niedostępna szczelina.

## Przyroda
W jaskini brak jest nacieków. Ściany są wilgotne, nie ma na nich roślinności.

## Historia odkryć
Jaskinię odkrył Maciej Lewandowski w 1962 roku. Przez następnych kilkanaście lat nie była odwiedzana. Podczas prac nad inwentaryzacją jaskiń w Tatrach w 1979 roku próbowano odnaleźć wejście do niej. Odkryto wtedy nową jaskinię Ukryta Dziura, błędnie uznając, że jest to Maćkowa Dziura. Dopiero w 1999 roku odnaleziono właściwą Maćkową Dziurę i sporządzono jej plan i opis (I. Luty przy współpracy D. Lermera).